# دهستان نرگسان
دهستان نرگسان یکی از دهستان‌های بخش جبالبارز جنوبی شهرستان عنبرآباد در استان کرمان ایران است. مرکز این دهستان، روستای کلجک است.

## جمعیت
بر پایه سرشماری عمومی نفوس و مسکن در سال ۱۳۹۵، جمعیت دهستان نرگسان برابر با ۵٬۶۵۲ نفر بوده‌است.